# SAS语言
SAS语言是一种用于统计分析的程式語言，源自於北卡罗来纳州立大学的一个計畫。它可以讀取普通的电子表格和数据库，然後以圖形或表格的方式导出为RTF、HTML或是PDF文件。SAS语言可以在Windows、Linux、Unix與大型計算機下使用編譯器运行。
統計分析系統和世界編程系統（World Programming System）都是支援SAS語言的編譯器。

## 外部連結
- The SAS-L archives（页面存档备份，存于）
- comp.soft-sys.sas（页面存档备份，存于） at Google Groups.
- UK High Court Judgement on SAS Language（页面存档备份，存于）
- Sasopedia / SAS Language elements（页面存档备份，存于）